# Академия Ханьлинь
Академия Ханьли́нь (кит. упр. 翰林院, пиньинь Hànlín Yuàn, буквально: «Лес кистей») (738—1911) — учреждение в императорском Китае, выполнявшее функции императорской канцелярии (её члены часто были советниками императора), комитета по цензуре и литературе, идеологического комитета, высшей школы управления, библиотеки и др. Среди важнейших задач академиков была официальная интерпретация конфуцианских классических сочинений, на основе которой оценивались экзаменационные сочинения соискателей высоких государственных должностей.

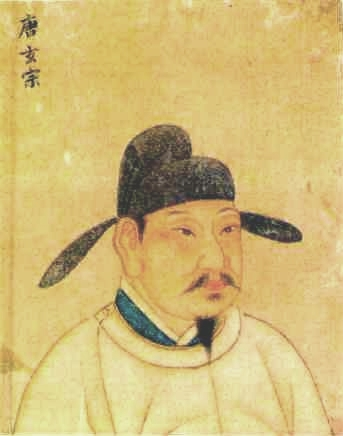
Академия Ханьлинь была основана императором Сюань-цзун (династия Тан, 712—756)

## История
Академия Ханьлинь была основана танским императором  Сюань-цзуном в VIII веке.
Академия стала мощным очагом развития науки и культуры. Она объединила многочисленные департаменты (юани), каждый из которых охватывал какой-либо цикл наук или область культуры, собрала вокруг себя высокоодаренных ученых, литераторов, мастеров изобразительного искусства. Генеральная академия, служившая воле императора и двора, была своеобразным орудием политической власти, и своеобразным инструментом по подготовке научных кадров и координационным центром исследовательской работы. В Генеральной академии занимались вопросами политики, экономики, медицины, астрономии, юриспруденции, преподавали языки, литературу, каллиграфию, живопись, графику, музыку. В 738 году уже был создан ряд департаментов, в которых служили чиновники, объединенные одинаковыми профессиональными интересами.
Однако в работе этих департаментов не было взаимосвязи, так же как не было организационных и деловых связей и контактов между чиновниками различных рангов одного и того же департамента. В «Истории династии Тан» (Таншу) отмечается, что «учителя словесности, лица, занимающиеся искусством, проповедники буддизма и даосизма – все в чине дайчжао – объединились в группы, которые представляли собой отдельные департаменты…. учителя словесности как высшего, так и низшего ранга, и занимающиеся искусством, составляли определенные школы, и все были обособлены друг от друга». Работа департаментов зависела от руководства Генеральной академии, которая в свою очередь полностью подчинялась императору и двору. Однако в течение первого десятилетия после создания Академии, её организация была строго продумана. В это время была создана система должностей, состоявшая из четырех ступеней (рангов): Гунфын – «состоящий в свите Академии», «представляющий»; Дайчжао – «ожидающий императорских указаний», Чжихоу – «почтительно ожидающий»; Исюэ – «учительствующий». Все департаменты Академии имели в целом одинаковую должностную структуру. По указанию императора на должности назначались лица, либо ранее числившиеся на службе в Генеральной академии, но в другом чине, либо совсем не состоявшие в ней. В династийных историях Тан указывается, что лица различных специальностей могли иметь один и тот же чин, например, дайчжао могли быть и учителя словесности, и художники, и проповедники буддийской морали, и каллиграфы.
К концу IX - началу X века в Академии была установлена более четкая классификационная система, также были упорядочены должности в соответствии с знаниями, умениями, и происхождением. 
C X века Академия также вела официальную историографию Китая. Во время правления династии Сун была изменена табель о рангах (был добавлен чин сюэшэн – студент, учащийся). В 1095 году была произведена реформа, в результате которой департаменты Астрономии, Медицины и Каллиграфии вместе с Департаментом Живописи переведены под управление Дирекции внутренней дворцовой службы. Такое положение сохранялось до 1110 года.
При династии Юань Академия на время утратила своё определяющее значение, так как императоры давали чины родственникам, землякам и иностранным специалистам, и как правило не стремились к соблюдению аппаратом конфуцианских канонов. В период Юань Академия Ханьлинь была реорганизована и получила новое название – Ханьлинь Гуоши Юань (Институт национальной истории Ханьлинь). Его главной функцией было обучение представителей императорского клана традиционным китайским наукам. Но кроме того этот юаньский институт занимался сортировкой, компиляцией, и перепиской исторических записей. Другое подразделение - Департамент талантов (Цзисянь юань) в начале династии Юань находился в том же здании, но с 1285 года стал отдельным учреждением. Его задачей был поиск и приглашение на службу способных образованных людей, особенно в таких специфических областях знаний как  даосизм, священные ритуалы, геомантия и искусство предсказаний. Подразделения прежней Академии Ханьлинь связанные с искусством трансформировались в Цзянчжо юань – Департамент императорского рукоделия, который руководил двадцатью пятью мастерскими, в каждой из которых были собраны специалисты-ремесленники в определённой области рукоделия. Одним из его подразделений был Департамент живописи «Хауцзю», основанный в 1278 году.
Экзаменаций на должность не было до 1315 года.

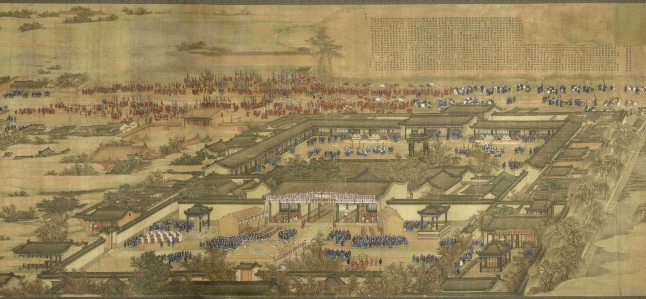
Академия Ханьлинь изображение на шелке 1744-1745 годы

Династия Мин с самого основания была тесно связана с конфуцианскими учёными и значительно восстановила влияние Академии. Узурпатор-Чжу Ди сделал её органом утверждения политической идеологии неоконфуцианства. Во времена династии Мин Академия Ханьлинь насчитывала более двухсот постоянных членов. Большинство из них служили в империи высокопоставленными чиновниками. Это была очень влиятельная группа государственных служащих, которые осуществляли контроль над экзаменами кэцзюй и контроль за официальными сообщениями двора, были близки императорам и обучали наукам будущих наследников. Ханьлиньские учёные-чиновники также обязательно участвовали в дискуссиях с императорами по поводу различных важных государственных вопросов.
В ранний и средний период правления династии Цин число членов Академии сократилось и составляло в среднем 126 человек. Среди учёных цинской Академии Ханьлинь были исследователи и толкователи текстов, составители и корректоры исторических трудов и императорских указов, а также студенты-стажёры, но время от времени в состав входили «ханьлиньские знатоки пяти классических произведений» («Ханьлинь уцзин боши»), которые большей частью числились за Департаментом образования и были философами-конфуцианцами либо специалистами по экзегетике. При династии Цин Академия активно готовила литературные сборники, антологии, словари, энциклопедии. Были созданы такие значимые в истории человечества работы, как Энциклопедия Юнлэ и библиотека Сыку цюаньшу, кодифицированы т. н. Двадцать четыре хроники китайских династий.
Здание Академии и её библиотека (располагавшиеся рядом с британской дипломатической миссией в Пекине) значительно пострадали во время боксёрского восстания в 1900 году. Многие редкие тексты были уничтожены пламенем, разграблены и утеряны, включая уникальные экземпляры Энциклопедии Юнлэ.
Академия, будучи учреждением непосредственно при императорском дворе, была закрыта в связи с падением монархии после Синьхайской революции (в 1911 году).

## Институт  переводчиков
В конце 1407 года при академии Ханьлинь был основан Институт письменных переводчиков (四夷館, Сы и гуань, букв. «Палата иноземцев четырёх [стран света]»), где шла подготовка специалистов по языкам многих народов Азии. Эра Юнлэ характеризовалась бурной дипломатической активностью (см. Путешествия Чжэн Хэ, Ишиха), и создание института было обусловлено увеличившимся объемом дипломатической переписки, в том числе из стран, где китайский язык был малоизвестен.

## Члены Академии
Соответственно задачам, в члены Академии приглашались императорским указом конфуцианские учёные на основании достижений в области литературы и философии. В периоды усиления позиций военных во главе Академии неоднократно появлялись полководцы, осуществляя общее идеологическое руководство.
Рядовой штат Академии состоял из значительного количества обладавших грамотностью и хорошим почерком переписчиков, так как важная часть работы состояла в предоставлении ко двору значительных по объёму трудов. Иногда на должности переписчиков в соответствующие отделения Академии направлялись на ограниченное время перспективные чиновники, положительно показавшие себя в администрировании, но мало знакомые с теоретическими основами государственной деятельности. Таким образом осуществлялось повышение квалификации в государственном аппарате.

### Династия Тан
- Ли Бо (701—762)
- Ду Фу (712—770)
- Чжан Цзюлин (678—740)
- Бо Цзюйи (772—846)

### Династия Сун
- Су Ши (1037—1101)
- Оуян Сю (1007—1072)
- Ван Аньши (1021—1086)
- Сыма Гуан (1019—1086)
- Шэнь Ко (1031—1095) — ректор Академии

### Династия Юань
- Ли Чжи (1192—1279)
- Оуян Сюань (1283—1357) — составитель Ляо ши, Цзинь ши и Сун ши
- Чжао Мэнфу (1254—1322) — ректор Академии

### Династия Мин
- Сун Лянь (1310—1381) — составитель Юань-ши
- Фан Сяожу (1357—1402)
- Ян Шэнь (1488—1559) — поэт. В 1524 г. сослан в Юньнань

### Династия Цин
- Хун Лянцзи (1746–1809, остранён в 1799)
- Жуань Юань (1764—1849)
- Мучжана (1782—1856) — ректор Академии
- Линь Цзэсюй (1785—1850)
- Цзэн Гофань (1811—1872)
- Ли Хунчжан (1823—1901)
- Вэн Тунхэ (1830—1904)
- Цай Юаньпэй (1868—1940)